# 예재형
예재형(1981년 5월 9일 ~ )은 대한민국의 희극인이다.

## 방송
- 《왓따! 풍선껌크게불기 챔피언쉽 시즌 3》 (온게임넷)
- 《코미디에 빠지다》 (MBC)
- 《코미디빅리그》 (tvN)
  - 〈관객 모욕〉
  - 〈친구〉
  - 〈사망토론〉- 진행자 역
  - 〈노량진 랩소디〉
  - 〈100세 미생〉
  - 〈신의 한수〉
  - 〈엑스트라〉
  - 〈크레이지〉
  - 〈그린 나이트〉
  - 〈어쩌다 서른〉
  - <선다방>
  - <있다카이>
  - <이별의 습작>
  - <타짜: 깡패PD 곽철용>
  - <페이크 특공대>
- 《개그공화국》 (MBN)
  - 〈달마야 웃자〉- 터널스님 역
- 《웃찾사》 (SBS)
  - 〈이건 아니잖아〉
- 《폭소클럽》 (KBS2)
  - 〈세친구〉

## 영화
- 효자동 이발사 - 북한 특수부대원 2 역